# Margie Mahoney
Marguerite „Margie“ Mahoney-Richter (* 12. Mai 1952 in Anchorage, Alaska) ist eine ehemalige US-amerikanische Skilangläuferin.

## Karriere
Mahoney nahm an den Olympischen Winterspielen 1972 im japanischen Sapporo teil. Sie bestritt die Rennen über fünf und 10 Kilometer. Das Ziel erreichte sie dabei als 39. beziehungsweise 36. In der Staffel über 3 × 5 Kilometer wurde sie nicht eingesetzt. Im selben Jahr gewann sie bei der Winter-Universiade in Lake Placid Bronze mit der Staffel. Ihre zweite Olympiateilnahme war 1976. In Innsbruck, Österreich trat sie erneut im 10-km-Rennen an und belegte am Ende den 43. Platz.
Mahoney hat an der Alaska Methodist University studiert und diese 1975 abgeschlossen. Nach Beendigung ihrer aktiven Karriere 1977 arbeitete sie als Langlauftrainer für mehrere Skischulen in ihrer Heimat Alaska.